# Johann Jakob Erhardt

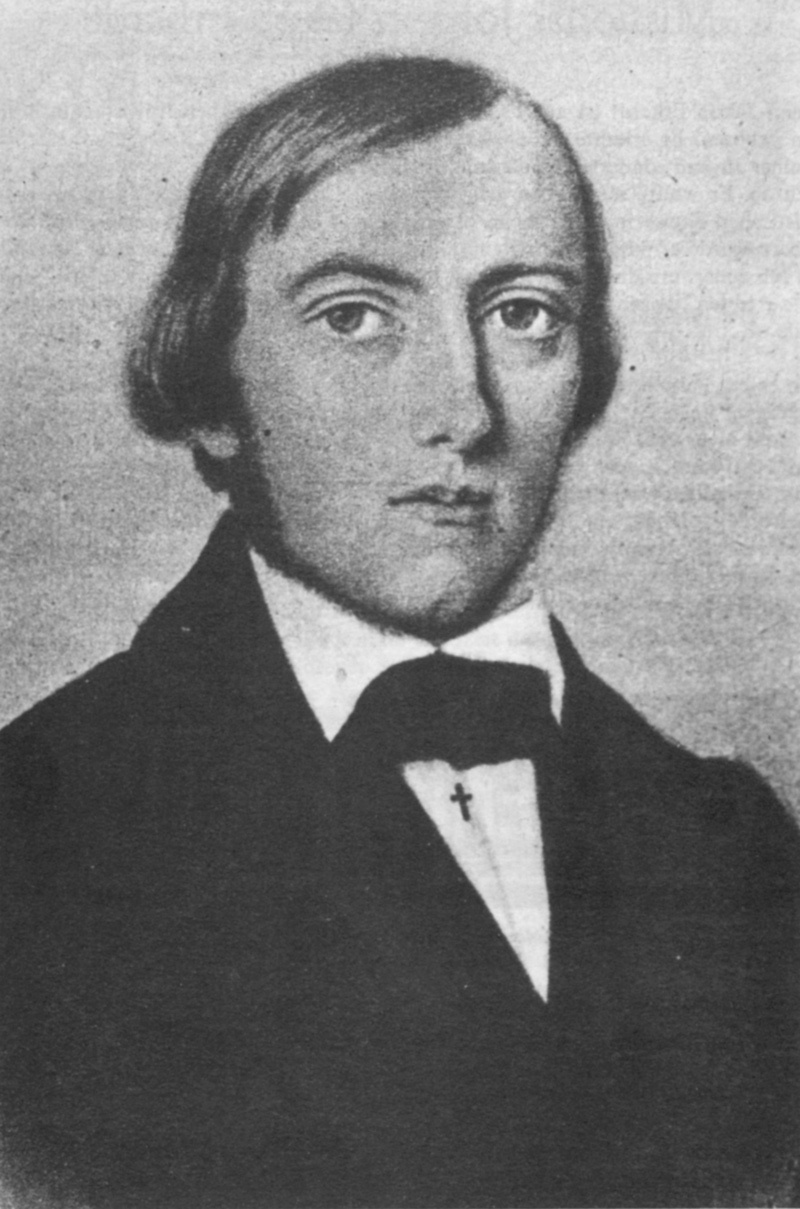
Johann Jakob Erhardt

Johann Jakob Erhardt (* 17. April 1823 in Bönnigheim; † 14. August 1901 in Stuttgart) war ein deutscher Missionar, der in Afrika und Indien tätig war.

## Leben
Erhardt war der Sohn eines Schneidermeisters und ging in seiner Vaterstadt bei einem Küfer in die Lehre. Über die in Bönnigheim tätigen Pietisten kam er dann zur Basler Mission, wo er bis 1846 zum Missionar ausgebildet wurde. Von 1846 bis 1848 war er bei der Church Mission Society in London, wo er 1848 ordiniert wurde. Danach wurde er nach Ostafrika entsandt, wo er mit Johann Ludwig Krapf und Johannes Rebmann missionarisch tätig war. Wie Krapf und Rebmann betätigte sich auch Erhardt außer an der missionarischen Arbeit noch an Forschungen zu Geologie und Sprache und kümmerte sich später, als Krapf sich fast nur noch Forschungsreisen widmete, gemeinsam mit Rebmann um den Ausbau der Missionsstation Rabbai Mpia bei Mombasa.
Aus gesundheitlichen Gründen kehrte Erhardt 1855 nach Europa zurück. 1856 heiratete er in Basel und veröffentlichte eine Ostafrika-Karte, in die auch Ergebnisse aus den Forschungen von Krapf und Rebmann eingeflossen waren und die von Zeitgenossen zunächst angezweifelt wurde (u. a. hielt man schneebedeckte Berge in Afrika für unmöglich). 1857 legte Erhardt ein Wörterbuch zur Übertragung der Masai-Sprache ins Englische vor.
Bis 1891 war er für die Basler Mission noch an vier verschiedenen Missionsstationen in Indien tätig. Auch dort betrieb er Sprachstudien und verfasste zwei Liederbücher in den örtlichen Sprachen.
Seinen Ruhestand verbrachte Erhardt in Stuttgart, wo er 1901 starb. In Bönnigheim wurde die Jakob-Erhardt-Straße nach ihm benannt.